# پاولوف، نیژنی نووگورود
شهر پاولوف (به روسی: Павлово) در کشور روسیه و در استان نیژنی نووگورود واقع شده‌است.